# Elvis City USA
Elvis City USA er en dansk dokumentarfilm fra 1988, der er instrueret af Steen Tvermoes.

## Handling
En film om Memphis, Tennessee, USA, som en Elvis-relateret by. Filmen viser dokumentarisk, hvordan myten Elvis Presley stadig præger byen Memphis, hvor han boede siden sit 13. år, på den ene og på den anden måde.